# Saint-Barthélemy-d'Agenais
Saint-Barthélemy-d'Agenais är en kommun i departementet Lot-et-Garonne i regionen Nouvelle-Aquitaine i sydvästra Frankrike. Kommunen ligger i kantonen Seyches som tillhör arrondissementet Marmande. År 2022 hade Saint-Barthélemy-d'Agenais 530 invånare.

## Befolkningsutveckling
Antalet invånare i kommunen Saint-Barthélemy-d'Agenais
| Referens: INSEE |